# Broń i Barwa
Broń i Barwa – miesięcznik ukazujący się w latach 1934–1939 w Warszawie.
Wydawcą było Stowarzyszenie Przyjaciół Muzeum Wojska. Redaktorem naczelnym był Stanisław Meyer, następnie Władysław Dziewanowski. Publikowano w nim artykuły poświęcone historii wojskowości. Pismo zostało reaktywowane w 1948 roku w Londynie jako „Broń i Barwa. Biuletyn Sekcji Muzealnej Polskiego Towarzystwa Historycznego w Wielkiej Brytanii”. Wydawcą była Sekcja Muzealna Polskiego Towarzystwa Historycznego w Wielkiej Brytanii.

## Digitalizacja
Znaczna część numerów miesięcznika Broń i Barwa została poddana digitalizacji. Dokumenty dostępne są w Bałtyckiej Bibliotece Cyfrowej.